# .44 Special

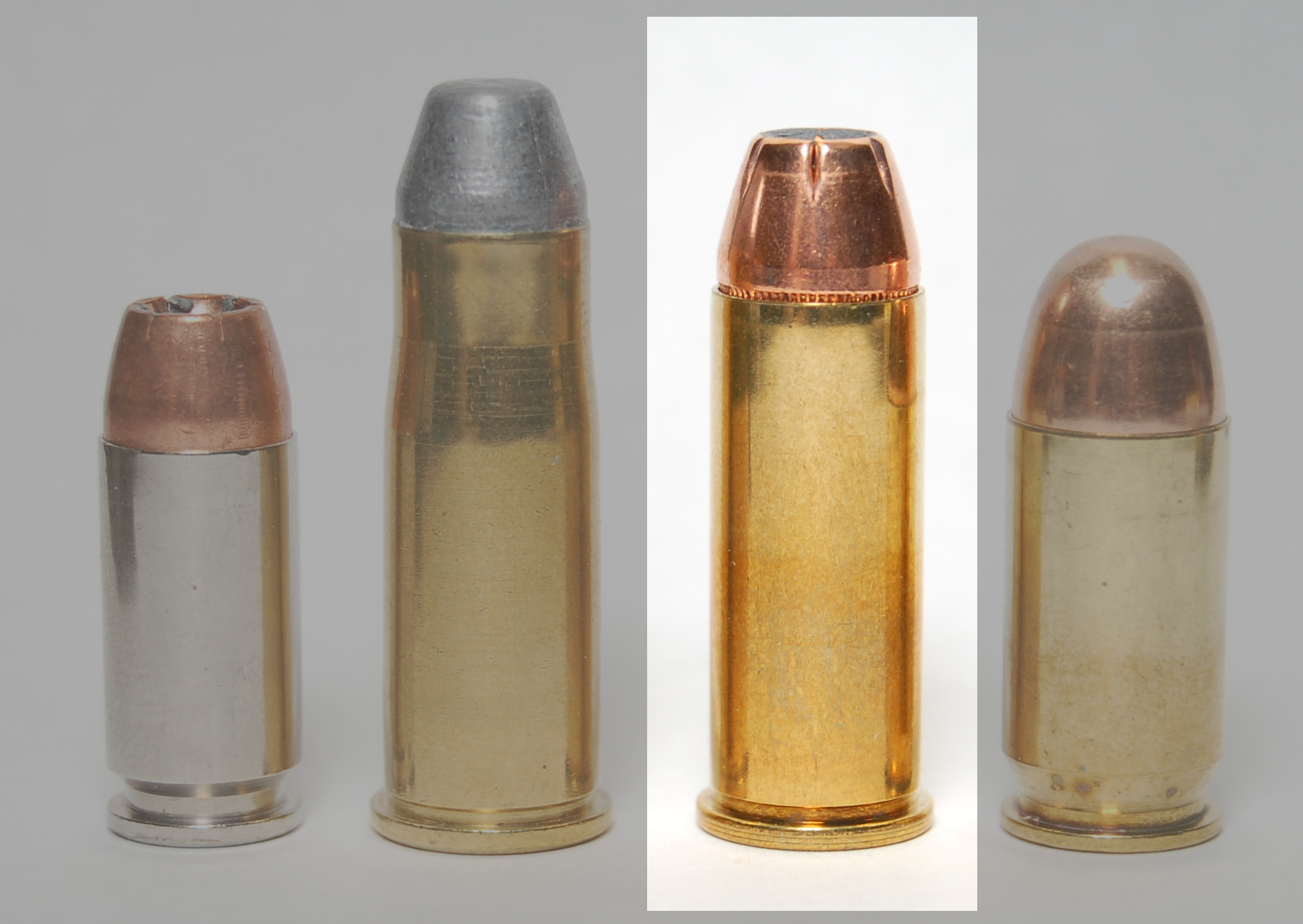
Cartuchos .40 S&W, .38-40 WCF,
o 44 Special (em destaque) e o .45 ACP.

O .44 Special ou .44 S&W Special é um cartucho de fogo central metálico que utiliza pólvora sem fumaça, desenvolvido pela Smith & Wesson em 1907 e adotado como munição padrão para o revólver New Century, lançado em 1908.
Na fronteira americana do final do século XIX, cartuchos grandes de calibre .44 e .45 eram considerados "modelos" de munição de pistola para defesa pessoal, defesa doméstica e caça. As munições de pólvora negra, como o .44 American, .44 Russian, .44-40 Winchester e .45 Colt, gozavam de uma reputação merecida por balística terminal, precisão e confiabilidade eficazes.
No início do século XX, a Smith & Wesson decidiu comemorar introduzindo um novo design de revólver que eles chamaram de "New Century".